# Сард (Албанија)
Сард (алб. Sarda) је некадашњи средњовјековни утврђени град, који се налазио источно од Скадра, у областима званим Задрима и Пилот, на тлу данашње сјеверне Албаније.
Током 11. и 12. вијека, у вријеме византијско-српских ратова на пограничним просторима између Драчке теме и Дукљанске државе, град Сард је заједно са широм облашћу око Скадра био поприште честих ратних дејстава. Тек око 1185. године, византијска власт је коначно протјерана од стране српског великог жупана Стефана Немање, који је том приликом ослободио многа мјеста међу којима је био и Сард, чиме је отпочело ново раздобље у историји тог града.
Приликом озваничења римокатоличке Барске надбискупије, тадашња Сардска бискупија се нашла у њеном саставу, а сардски бискуп Теодор је 1199. године учествовао у раду Барског црквеног сабора.